# Prosper Devens

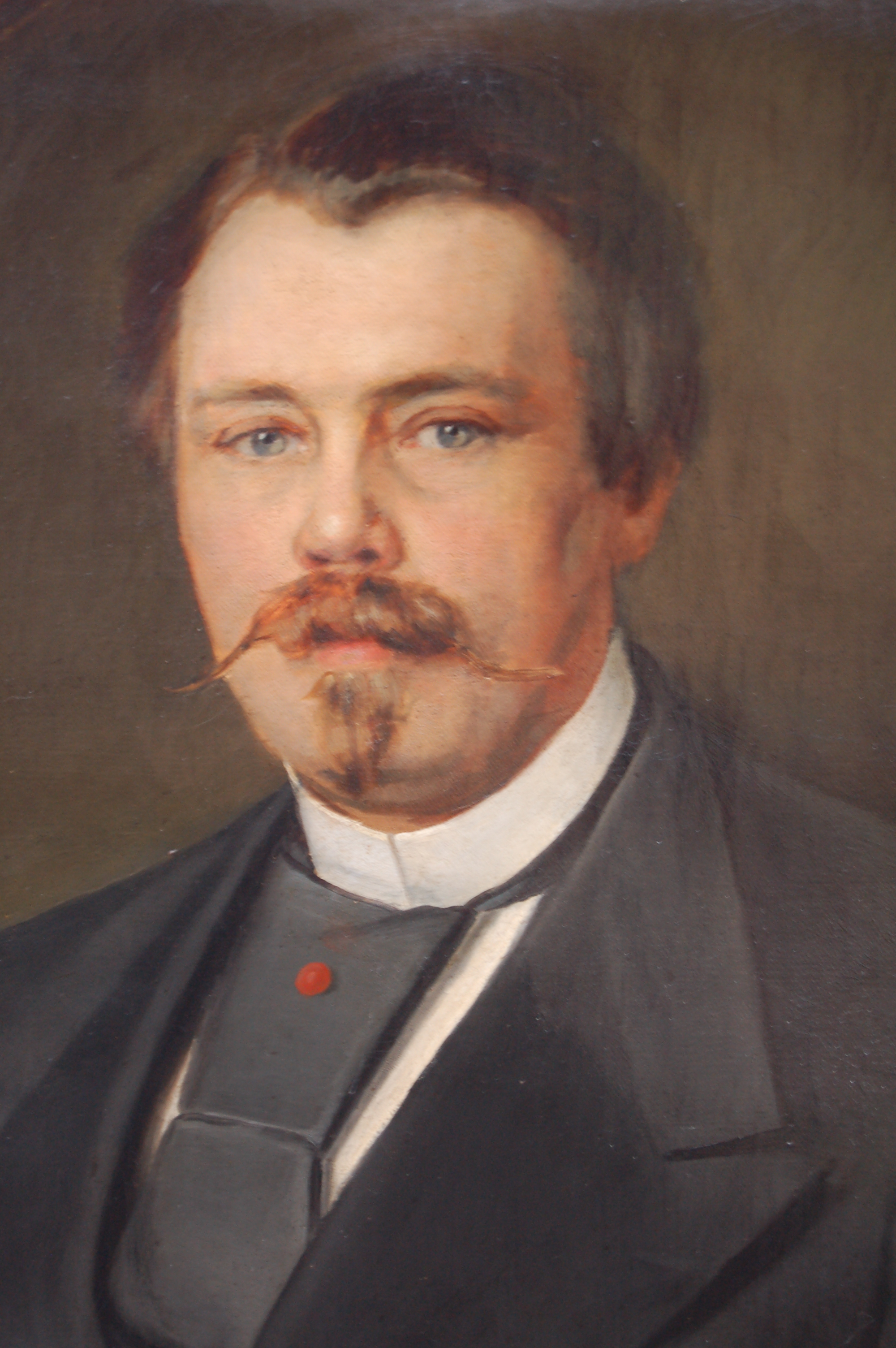
Prosper Devens 1873

Prosper Caspar Leonard Devens (* 4. August 1834 auf Schloss Welheim bei Bottrop; † 27. Februar 1882 in Köln) war ein deutscher Beamter und Abgeordneter in Preußen. Mit seiner Körpergröße von 205 cm war er eine unübersehbare Person.

## Werdegang
Prosper Devens kam am 4. August 1834 als elftes Kind des Königlichen Landrats Friedrich Carl Devens (1782–1849) und seiner Frau Antoinette Francisca Gertrude geb. Billmann (1796–1863) auf Schloss Welheim bei Bottrop zur Welt. Die Familie Devens hatte die Kommende Welheim, ein früheres Rittergut, gepachtet und verwaltete sie für den Deutschen Orden bis 1879. Auch das Haus Knippenburg gehörte von 1821 bis 1885 zum Familienbesitz. Seine Paten waren Herzog Prosper Ludwig von Arenberg (1785–1861) und seine Gemahlin Maria Ludmilla Rosa Herzogin von Arenberg, geborene Prinzessin von Lobkowitz (1798–1864). Als Patengeschenk widmete der Herzog dem Täufling  aus seinem Schloss in Brüssel zwei hohe dreiarmige Kandelaber und eine prachtvolle Standuhr.
Devens erhielt im Elternhaus wie seine Geschwister eine sehr sorgfältige, auf tief religiöser Grundlage beruhende Erziehung. Er wuchs mit seinem drei Jahre älteren Bruder Friedrich Leopold Devens (1831–1894) auf Schloss Welheim auf. Den ersten wissenschaftlichen Unterricht erteilte den beiden Brüdern der Hauskaplan Meyer, der Vater übernahm die wissenschaftliche und körperliche Erziehung, bis er 1847 im Alter von 13 Jahren auf dem  Friedrich-Wilhelm-Gymnasium zu Köln eingeschult wurde.
1849 brach in Köln die Cholera aus, und Prosper wechselte auf Wunsch seiner Mutter zum Gymnasium Paulinum in Münster, wo er im Sommer 1852 mit Auszeichnung, besten Kenntnissen in Latein, Griechisch und Französisch, außergewöhnlich gut in Mathematik, Philosophie und Physik die Abiturprüfung bestand.

## Studium und Beruf
Im Herbst 1852 begann er zusammen mit seinem Bruder Leopold in Heidelberg das Studium der Rechtswissenschaft. 1853 wechselte er nach Göttingen, wo er von Michaelis (29. September) 1852 bis Ostern 1854 im Corps Saxonia aktiv war. Der ersten juristischen Prüfung in Münster am 26. September 1855 folgte die Tätigkeit als Auskultator. Nach Ausbildung an den Gerichten 1. Instanz in Essen, Berlin und Wetzlar begann er am 3. Dezember 1858 seine Tätigkeit als Regierungsreferendar bei der Regierung in Düsseldorf.
1862 leistete er als Secondeleutnant im 4. Landwehr-Reiter Regiment Militärdienst. Er wurde befördert und leistete alljährlich seine Offiziersübungen beim 4. westfälischen Kürassier-Regiment.

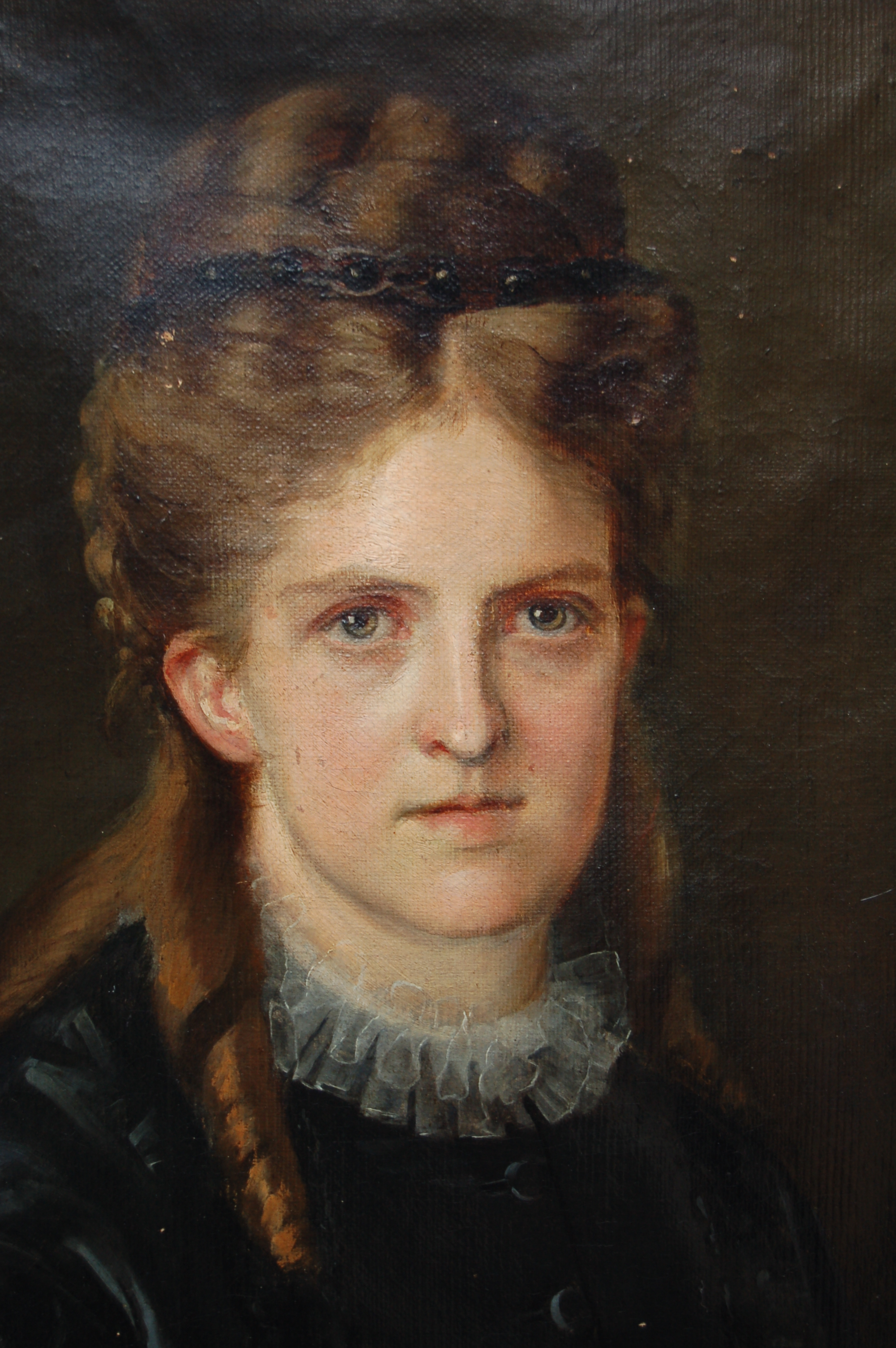
Freiin Emma von Langenmantel-Rosenberg 1873

Nach bestandenem Staatsexamen wurde er 1863 Regierungsassessor in Düsseldorf. Im Herbst 1864 lernte Devens bei einem Aufenthalt auf Helgoland Freiin Emma von Langenmantel-Rosenberg (1846–1927) kennen, eine Enkelin der Gräfin Francisca Eleonore von Batthyany (geb. um 1748 in Ungarn). Am 24. August 1865  heirateten sie in der Hauptkirche Sankt Michaelis (Hamburg). Im Deutschen Krieg wurde Devens als Kavallerie-Offizier zu seinem Regiment einberufen, das Paar zog nach Münster.
Mit einer Urkunde von König Wilhelm I. (1797–1888), seit 1871 Deutscher Kaiser, erhielt er als Assessor am 14. November 1868 die Ernennung zum Landrat des Kreises Kleve im Regierungsbezirk Düsseldorf. Dieses Amt übte er bis 1874 aus.
Das Ehepaar kaufte die Villa Nova in der Tiergartenstrasse in Kleve. 1872 schied Prosper als Rittmeister der Kavallerie aus dem Militärdienst aus und wurde politisch tätig.

## Politische Laufbahn
1870 wurde er als Frei-Konservativer Abgeordneter für den Wahlkreis Düsseldorf 7 (Kleve) in das preußische Abgeordnetenhaus (elfte Legislaturperiode) gewählt, gehörte aber bereits in der zweiten Session der Konservativen Partei an.  Der aufkeimende Konflikt zwischen Kirche und Staat prägte seine erste Legislaturperiode im geeinten Deutschen Reich. In Berlin lernte er die „Paladine“ des Kaisers kennen: Bismarck, Moltke, Roon und andere.
Als sich die Gegensätze und die Wogen des Kulturkampfes steigerten und Prosper Devens bei der Beratung zum Schulaufsichtsgesetz ein Amendment einbrachte, das am 10. Februar 1872 abgelehnt wurde, legte er noch vor Abstimmung über die Maigesetze 1873 sein Mandat am 20. Februar 1873 nieder. Er trat aus der freikonservativen Partei aus. Er fand hierfür vollste Anerkennung in der Öffentlichkeit. Reichskanzler Bismarck ging persönlich bei einer Abendgesellschaft am 1. Februar 1873 im Reichskanzlerpalais auf ihn zu und zollte ihm Respekt. Erklärend sagte er: „Ich kann leider nichts mit Ihnen anfangen; katholische Landräthe kann ich jetzt nicht nützlich verwenden, so wenig wie ein General im Gebirgskreise die Kavallerie gebrauchen kann.“

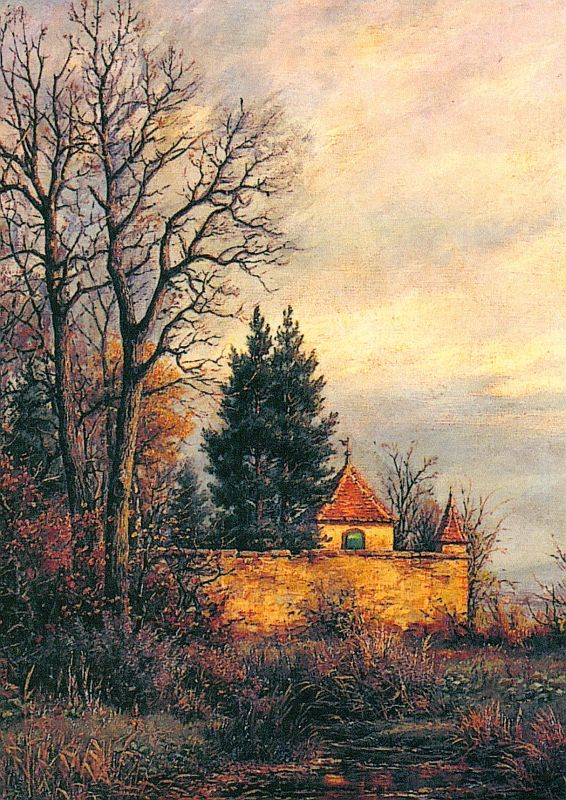
Wohnsitz Marienhof in Saarlouis (Gemälde von Wilhelm Gattinger aus dem Jahre 1922)

Am 1. Dezember 1874 wurde Devens auf eigenen Wunsch als kommissarischer Landrat nach Saarlouis versetzt und ab 1. Februar 1876 im Landkreis Saarlouis in ein endgültiges Dienstverhältnis übernommen. In seiner Funktion als Landrat erließ er anlässlich der Marienerscheinungen in Marpingen 1876/1877 folgende Bekanntmachung:

„Trotz der wiederholt publizirten Bekanntmachung des Landrathamts zu St. Wendel dauern die Zuzüge aus dem hiesigen Kreise nach dem sogenannten Gnadenorte bei Marpingen an. Da das Betreten der betreffenden Distrikte polizeilich verboten ist, so warne ich hiermit jeden Kreiseingesessenen vor dem Besuch fraglichen Ortes, da ihm eventuell Arretirung und Bestrafung bevorsteht. Saarlouis, den 17. August 1876. Der kgl. Landrath Devens.“

Ein alter französischer Gutshof – Marienhof genannt – am Stadtrand von Saarlouis wurde sein Wohnsitz. Mit den Besitzerinnen, mit der Familie Boch und anderen Familien aus Saarlouis pflegte er freundschaftliche Beziehungen. Da es in Saarlouis damals nur Bürgerschulen und keine höheren Schulen gab, beschloss die Familie 1879, nach Düsseldorf zu ziehen, um eine standesgemäße Schulausbildung der Kinder zu gewährleisten. Prosper Devens leitete von hier aus seine Tätigkeit in Saarlouis. Im Rahmen seiner Tätigkeiten wurde er wegen seiner Verdienste 1880 zur Einweihung des Kölner Domes eingeladen.
Mit Allerhöchster Kabinetts-Order (A.K.O.) vom 8. April 1881 und Reskript vom 19. April 1881 wurde Prosper Devens zum Regierungsrat  der Bezirksregierung nach Koblenz berufen. Hier erkrankte er an einem Nierenleiden und verstarb nach einer Operation am 27. Februar 1882 in Köln im Alter von nur 47 Jahren. Am 2. März 1882 wurde er in der Familiengruft in Bottrop neben seinen Eltern und anderen Familienmitgliedern beigesetzt.

## Familie
Prosper Caspar Leonard Devens und seine Frau Emma geb. von Langenmantel-Rosenberg hatten fünf Kinder:
- Ferdinand Anton Eduard Devens (1866–1939)
- Magdalena Devens (1868–1868)
- Maximilian Devens (1869–1925)
- Prosper Ludwig Emil Devens (1872–1944)
- Edmund Prosper Devens (1874–1935)